# Mleczaj ciemny

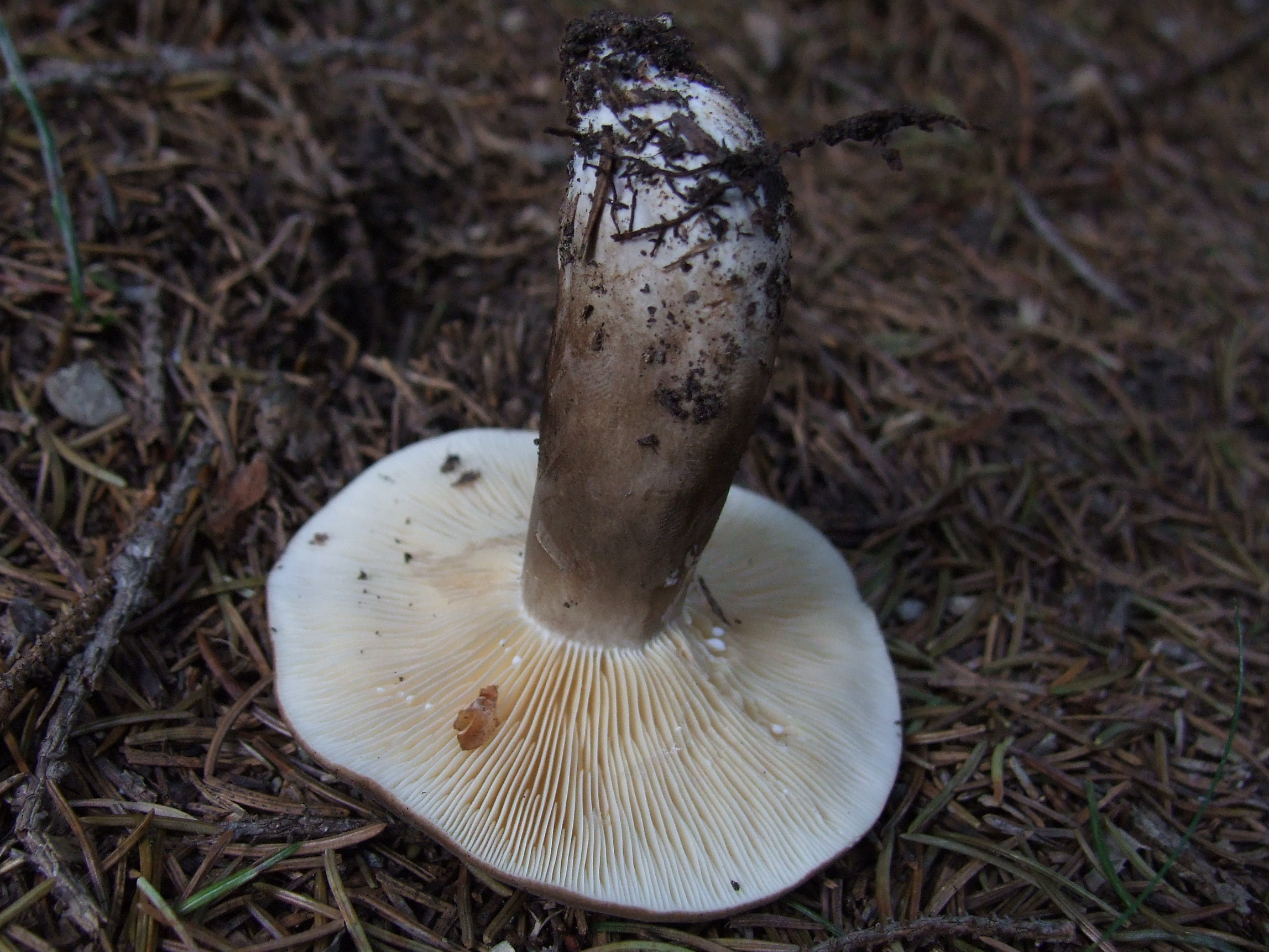

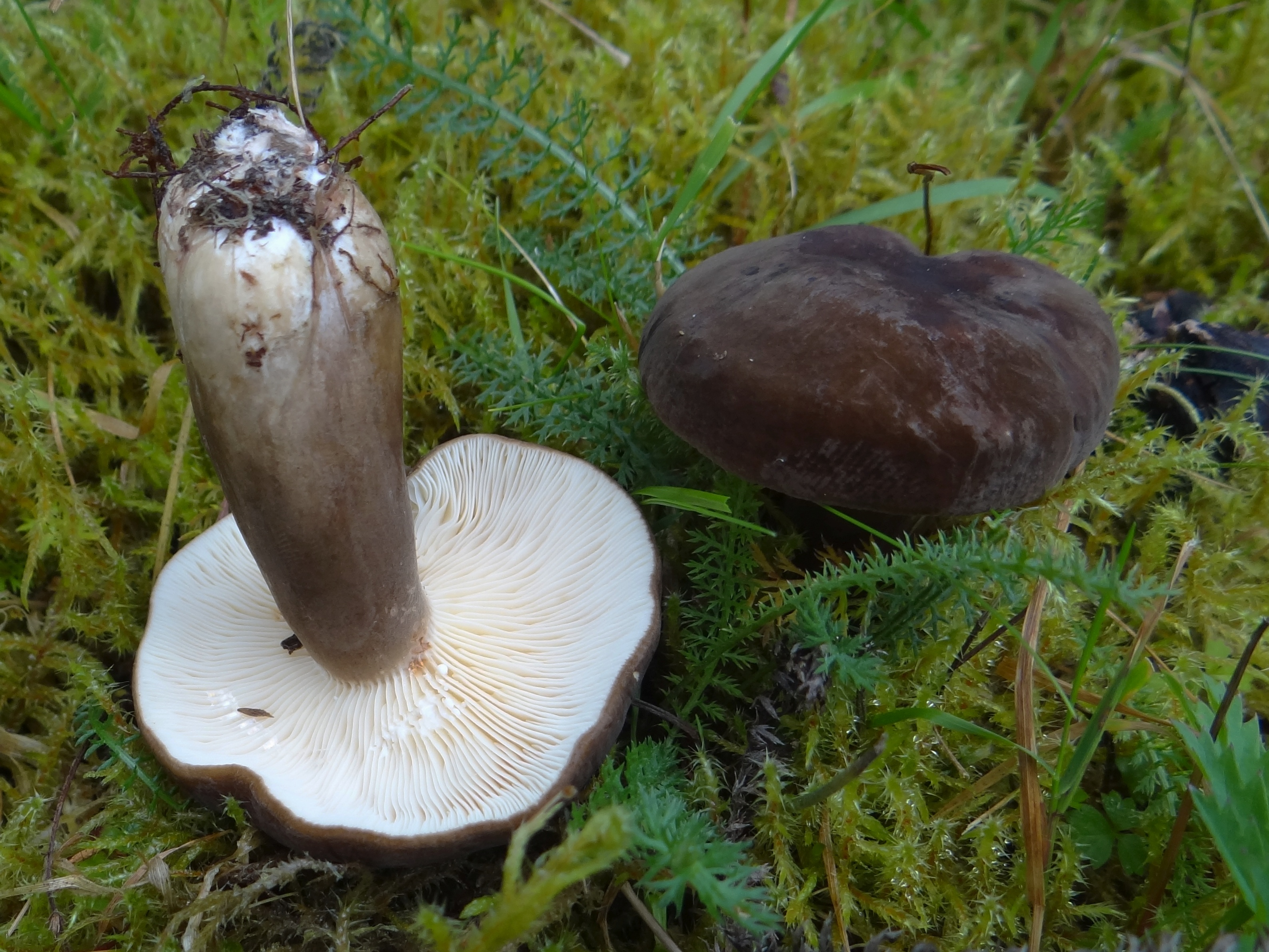

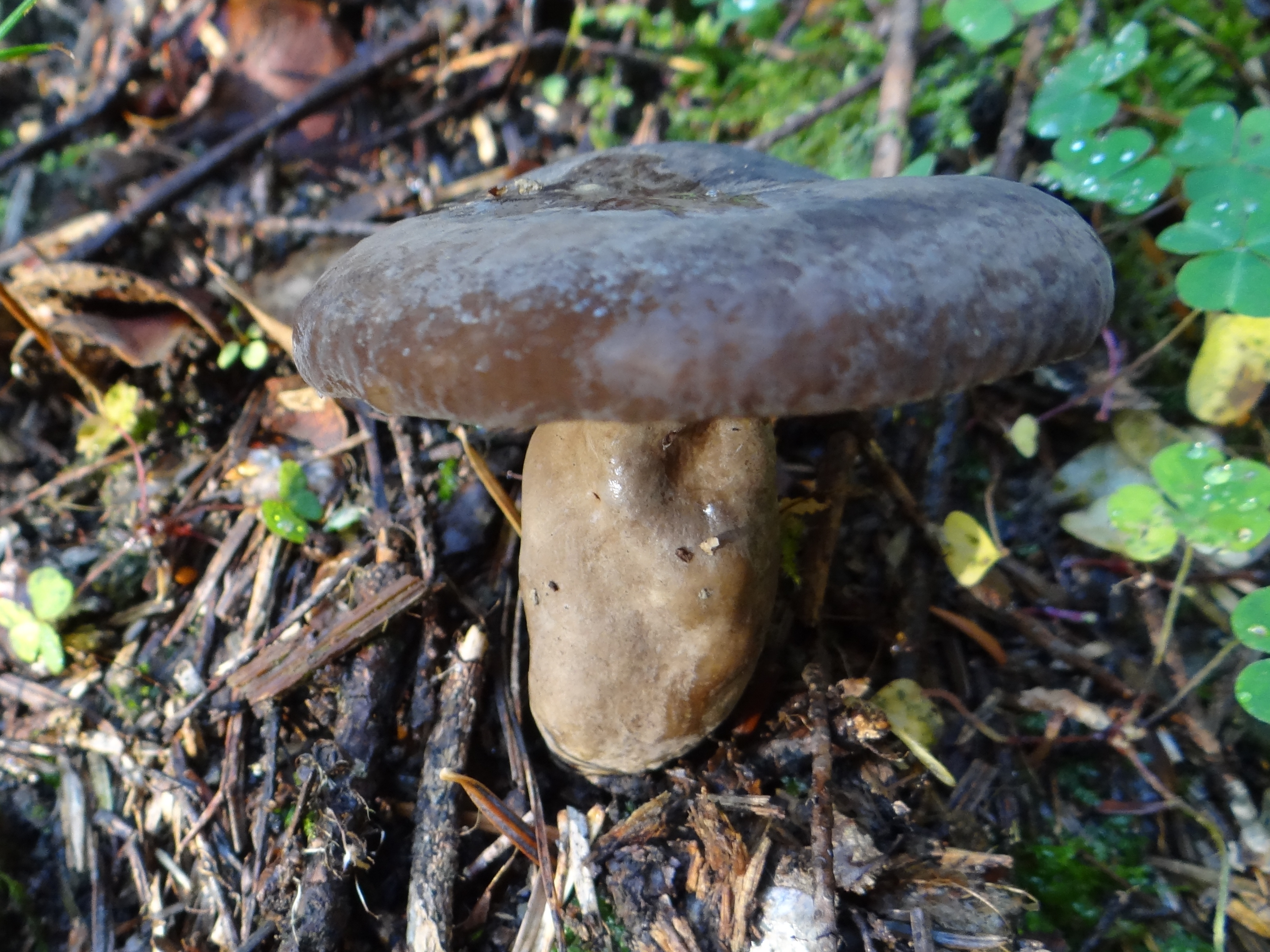

Mleczaj ciemny (Lactarius picinus Fr.) – gatunek grzybów z rodziny gołąbkowatych (Russulaceae).

## Systematyka i nazewnictwo
Pozycja w klasyfikacji według Index Fungorum: Lactarius, Russulaceae, Russulales, Incertae sedis, Agaricomycetes, Agaricomycotina, Basidiomycota, Fungi.
Nazwę polską podali Barbara Gumińska i Władysław Wojewoda w 1983 r. Niektóre synonimy naukowe:
- Lactarius azonites var. picinus (Fr.) Quél. 1888
- Lactarius fuliginosus subsp. picinus (Fr.) Konrad & Maubl. 1927
- Lactifluus picinus (Fr.) Kuntze 1891

## Morfologia
Kapelusz
Średnica 3–11 cm, za młodu łukowaty, potem staje się spłaszczony, z podwiniętym brzegiem, na koniec lejkowaty. Nie posiada garbka. Skórka gładka, aksamitna, matowa, w kolorze ciemnobrązowym.
Blaszki
Dość gęste, szeroko przyrośnięte i niezbiegające po trzonie. Mają kolor kremowy lub żółtawy, silnie kontrastujący z kapeluszem i trzonem.
Trzon
Wysokość 4–10 cm, szerokość 2–3,5 cm. Jest gruby, walcowaty, przy podstawie biały, wyżej ciemnobrązowy.
Miąższ
Dość jędrny. Jest biały i łagodny w smaku, jednak pod wpływem mleczka nabiera jego barwy i staje się również ostry. Brak wyraźnego zapachu.
Mleczko
Wypływa obficie. Jest białe, po przekrojeniu owocnika przebarwia się plamami na kolor od jasnoróżowego do łososiowego. Zaraz po wzięciu na język ma łagodny smak, po chwili jednak staje się ostre i piekące
Cechy mikroskopowe;
Wysyp zarodników jasnoochrowy. Zarodniki prawie kuliste, o rozmiarach 7,5–10 μm. Powierzchnia pokryta listewkowatymi łącznikami o wysokości około 1 μm, tworzącymi niepełną siateczkę. Podstawki o rozmiarze 48–55 × 10–11 μm. Cystydy mają rozmiar 30–50 × 5–6 μm, są jednak nieliczne.
Gatunki podobne
Najbardziej podobny i występujący w takich samych siedliskach jest mleczaj przydymiony (Lactarius lignyotus). Najbardziej charakterystyczną cechą, po której można go odróżnić są blaszki, które nieco zbiegają po trzonie w postaci wyżłobień trzonu tuż pod kapeluszem. Ponadto ma na kapeluszu garb i na starszych okazach pomarszczone brzegi kapelusza. Podobny jest też drobniejszy mleczaj jelonek (Lactarius fuliginosus), ale ma zaokrąglony garb na kapeluszu, a jego miąższ na powietrzu szybko różowieje.

## Występowanie i siedlisko
Występuje na wszystkich kontynentach z wyjątkiem Antarktydy. W Polsce gatunek rzadki. Znajduje się na Czerwonej liście roślin i grzybów Polski. Ma status R – potencjalnie zagrożony z powodu ograniczonego zasięgu geograficznego i małych obszarów siedliskowych. Najbardziej aktualne stanowiska podaje internetowy atlas grzybów. Znajduje się w nim na liście gatunków zagrożonych i wartych objęcia ochroną.
Naziemny grzyb mykoryzowy. Owocniki tworzy późnym latem i jesienią, głównie w lasach iglastych, wyłącznie pod świerkami.

## Znaczenie
Niejadalny z powodu gorzkiego smaku.